# Amazon Dash

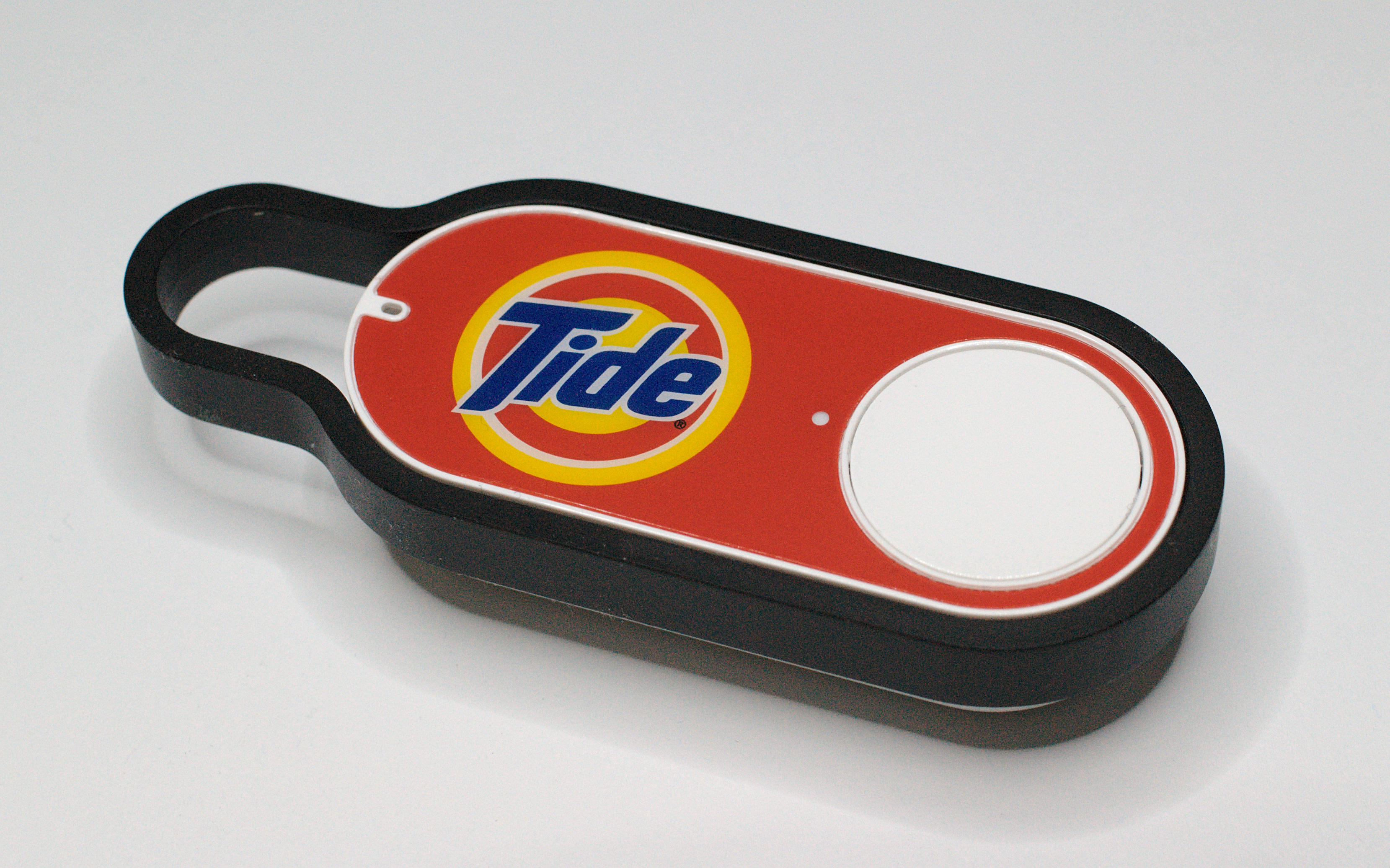
Tideの洗濯洗剤用のAmazonダッシュボタン

Amazon DashはAmazonが開発した専用デバイスを使用するネット注文サービス。
Amazon Dashは以下で構成されている。
- Amazon Dash Wandーwifi接続のバーコードスキャナー・音声コマンドデバイスでマイクで商品名を言うか、家庭内の商品のバーコードを読み取ることでAmazonフレッシュで候補の商品を注文できる[1][2]。
- Amazon Dash Buttonー小さいトレー型の家電製品で、家中に設置でき、殺菌消毒ウェットティッシュやキッチンペーパーなどの日用品や食料品などを注文できる[3]。
- Amazon Dash Replenishment Serviceーメーカーにデバイスが物理的なボタンの追加または商品の容量を自動で検知できるようにすることで、必要時にアマゾンから補充品を再注文できるようにするサービス[4]。

## バーコードスキャナー
Amazon Dash Wandは、2014年4月に発表されたWi-Fi接続デバイスで、ユーザーは商品のバーコードをスキャンするかマイクに向けて商品名を言うことで、候補の商品が同社のオンライン食料品配送サービスAmazonフレッシュのページに追加される。 Amazon Dashのウェブサイトでは、「商品をもう一度忘れることはない」などの利点が強調され、ユーザーは家族全員が食料品リストに商品を追加できるように、キッチンカウンターや冷蔵庫に保管することを提案している。
2世代目のAmazon Dash Barcode Scannerは、2016年10月に発表された。以前のモデルの2つのボタンを、バーコードのスキャンとマイクの起動の両方に使用される1つのボタンに置き換えた。 新しいモデルはまた、約1インチ短く磁気を帯びているので冷蔵庫のような金属の表面に貼り付けることができる。
2017年6月15日、Amazonはスキャナーの新バージョンを発表した 。新バージョンにはAlexaが搭載されており、ユーザーが料理のレシピを尋ねたり、Amazon Prime Nowから注文できる。

## 補充サービス
ダッシュボタンとDash Replenishment Service（DRS）は、Amazon.comによって2015年3月31日に導入された。発表のタイミングにより、ダッシュボタンが早期のエイプリルフールジョークであるかどうか疑問視する多数のニュース記事があった。
Amazonダッシュボタンは、注文商品を簡単かつ迅速に作成できるように設計された小型の電子デバイスである。各デバイスには、頻繁に注文される商品の名前が刻印された埋め込みボタンが含まれている。 ユーザーは、Amazonのアカウントを使用してネットで特定の商品と注文数量をボタンに登録し、粘着テープやクリップなどで製品を使用する場所にボタンを設置することが可能。ボタンを押すとWi-Fi信号がAmazonショッピングアプリに送信され、ボタンに登録されている商品が数量分注文される。 同時にユーザーの携帯電話にメッセージが送信されるのでユーザーは30分以内にキャンセルすることができる。

## ロールアウト・反応
当初、ダッシュボタンは招待されたAmazonプライム会員の一部のみが入手可能だった。このデバイスの発売に対しては批評家やレポーターの間では賛否両論であり ネット上でパロディーにもなった。
米国ではAmazonダッシュボタンは100以上のブランドと提携しており、最も人気のダッシュボタンはTideやBounty及びCottonelleボタンである
。

## 代替使用
2016年5月、アメリカのNPO「コンシューマーズ・リサーチ」はAmazonダッシュボタンがピザの注文や時間の計測、およびそのようなコマンドに対応するように設定された家庭内の照明およびシャッターの制御などの他の目的に使用できることを指摘した。これに対応し、Amazonはデバイスのプログラム修正をできるようにするプログラマーフレンドリーであるが、より高い「IoTダッシュボタン」を発売した。